# Secrets (chanson de Pink)
Pour les articles homonymes, voir Secrets.
Singles de P!nk
Whatever You Want
(2017) Walk Me Home
(2019)
Pistes de Beautiful Trauma
For Now Better Life
Secrets est une chanson écrite par la chanteuse américaine P!nk pour son septième album studio Beautiful Trauma, dont il est le quatrième single. Il sort le 24 juillet 2018. 
La vidéo officielle sort en même temps que le single. Elle a été tournée à Perth (Australie) le 4 juillet 2018, Jour de l'Indépendance aux États-Unis, après le deuxième concert de la tournée en Océanie. On y voit toute l'équipe des danseurs de la tournée ainsi que P!nk danser dans les rues de la ville.

## Liste des pistes
| 1. | Secrets | P!nk, Max Martin, Shellback, Oscar Holter (en) | 3:30 |